# Марко Петров
Марко Петров (на сръбски: Марко Петровић) е политик от Кралство Югославия.

## Биография
Роден е в положкото село Пожаране на 6 юли 1887 година. Завършва учителско училище и работи като сръбски учител и участва активно в сръбската пропаганда в Македония. Автор е на педагогичски трудове. същевременно подпомага сръбската въоръжена пропаганда в Македония и сътрудничи на войводите Вук, Илия Бирчанин и Тодор Кръстев.
След формирането на Кралството на сърби, хървати и словенци е председател на срезкото учителско сдружение (1920 — 1921) и председател на Окръжния комитет на Радикалната партия. В 1923, 1925 и 1927 година е избиран за депутат от Радикалната партия. В 1929 година е избран за председател на Тетовската община. На изборите в 1931 година е избран за народен представител от Горноположкия срез.